# Chirine
Pour les articles homonymes, voir Chirine (homonymie).
Chirine (en persan : شيرين / Širin), morte en 628, était l'une des femmes du chah sassanide Khosro II.

## Origine
Chirine est une princesse assyrienne ,, originaire de Susiane ou du Khouzistan et de confession monophysite.

## Reine des reines
Elle épousa le prince perse Khosro. Des mentions de la cour de Khosro et de leur mariage se trouvent dans l’Histoire ecclésiastique d'Évagre le Scholastique, où elle apparaît sous le nom de « Sira », et dans l’Histoire de Théophylacte Simocatta, historien de l'empereur Maurice Ier.
Lorsque Vahram VI prend le pouvoir à la mort d'Hormizd IV, père de Khosro, lui et Chirine se réfugient en Syrie pour se mettre sous la protection de l'empereur byzantin Maurice Ier. En 591, Khosro revient en Perse reprendre le pouvoir, et Chirine devient reine. D'abord chrétienne nestorienne, elle rejoint l'église monophysite d'Antioche. On raconte qu'après la conquête de Jérusalem par les Perses en 614, ils ont ramené la croix de Jésus de Nazareth à Ctésiphon pour la reine Chirine.
Les personnages de Chirine et Khosro ont inspiré l'histoire persane de Khosrow et Chirine (en persan : خسرو و شیرین) dans le Livre des Rois de Ferdowsi ainsi qu'un poème de Nizami Ganjavi. Les grottes de Taq-e Bostan auraient été sculptées par Farhad, l'amant malheureux de la belle Chirine. En Turquie, des variantes de cette histoire sont comptées sous le nom de Ferhat et Shirin (en persan : شیرین و فرهاد ; en turc : Ferhat ile Şirin),.

## Prénom
- Deuxième prénom de Fawzia d'Égypte (1928),
- Shirin Ebadi (1947), avocate iranienne, prix Nobel de la paix
- Shirin Neshat (1957), vidéaste et photographe iranienne

Dans la fiction
- Khosrow et Chirine (1180), poème du poète persan Nizami, ainsi que sa variante turque Ferhat et Shirin

- Shirin et Farhad (1934), film iranien
- Un personnage dans Nuits de Téhéran (2001)
- Shirin (2008), film d'Abbas Kiarostami

Personnage des 1001 nuits avec son mari où son image est un peu plus positive que dans la réalité (il est connu pour sa grandeur d'ame, son humour et sa générosité)